# Carl Robert Jakobson
Carl Robert Jakobson, írói álneve: Linnutaja (Tartu, 1841. július 26. – Kurgja, Läänemaa, 1882. március 19.) észt pedagógus, újságíró, író. 

## Élete
Apja Adam Jakobson, a tormai plébánia iskolájának tanára volt. Öccse a fametsző és könyvillusztrátor Eduard Magnus Jakobson. Tanulmányait apjánál és a tormai iskolában kezdte. 1856 és 1859 közt Jānis Cimze nevezetes valgai szemináriumán vett részt. 1859-től apja utódjaként mint tanár kezdett dolgozni a valgai iskolában. 1862-ben vitába keveredett a helyi pappal és a földbirtokossal, ezután elhagyta Tormát. Tanári munkát kapott Jamburgban (ma Kingiszepp, Oroszország). 1864-től Szentpéterváron volt magán- és iskolai tanár. Egy évvel később szerezte meg német nyelv és irodalom szakos középiskolai tanári képesítését. 
Szentpéterváron Jakobson nemzeti érzelmű észt körökhöz csatlakozott, s egyre inkább az újságírásnak szentelte magát. 1865-ben kezdett dolgozni a Postimees című észt lapnál, később liberális balti német és orosz lapoknál is. 1868-ban kérelmezte egy észt újság kiadását Szentpéterváron, de kérelmét a cári hatóságok elutasították. Ebben az időszakban aktív részt vállalt az Eesti Kirjameeste Selts (Észt Irodalmi Társaság) megalapításában, amely 1871 és 1893 közt népszerűsítette az észt nyelvet és irodalmat Tartuban. 1868-ban és 1870-ben összesen három hazafias beszédet tartott a Vanemuine egyesületben, ezek 1870-ben könyv alakban is megjelentek, s komoly hatást gyakoroltak az észt nemzeti ébredésre. 1871-ben Tallinnba költözott. A hatóságok itt is megtagadták a saját újság létrehozására beadott kérvényét. 1872 és 1874 közt publicistaként dolgozott Vändrán. 1874-ben megvásárolta a Kurgja-birtokot, amelyen mintagazdaságot épített. Hamarosan a Pärnu és Viljandi Mezőgazdasági Egyesület elnökévé választották. Munkásságában a mezőgazdaság fejlesztéséért és az észt parasztság jogi helyzetének megerősítéséért kampányolt.
1878-tól a viljandi-i Sakala című folyóiratnál dolgozott. A lapban világosan leírták a vidéki lakosság elnyomását, s támadták az arisztokráciát. Jakobson szorgalmazta az iskolarendszer nagyobb mértékű egyházi emancipációját is. Észtországban mindenekelőtt az észt autonómiát célzó kijelentései keltettek vitát, e kijelentései az észt nemzeti ébredés korának egyik legkiemelkedőbb alakjává tették. 1881-ben Jakobsont az Észt Irodalmi Társaság elnökévé választották, elődje Jakob Hurt volt. Számos írást jelentetett meg észt nyelven, ezek a nemzeti műveltség emelését és a mezőgazdasági terményhozam növelését szolgálták. Sok iskolai tankönyvet is kiadott, amelyek a korban pedagógiailag különösen innovatívak voltak. Híresek hazafias észt dalokat és nacionalista verseket tartalmazó kórusfüzetei is. Artur ja Anna (1872)  című drámája, amelyben Észtország és Livónia lakosságának egyenlőtlenségéről írt, hamar híressé vált.
Jakobson az észt nemzeti ébredés egyik legfontosabb és legradikálisabb képviselője volt. Radikális követeléseivel az észtek egyenlőségét akarta elérni, ellenfelei a balti német nemesek és azok hagyományos kiváltságai voltak. Carl Robert Jakobson tehát a független észt állam egyik úttörőjének tekinthető. Az euro észt bevezetése előtt az 500 koronás bankjegyen az ő portréja volt. 1948-ban kurgjai tanyájában múzeumot hoztak létre tiszteletére. Tormaiban 1957-ben, Viljandiban 1993-ban emlékművet állítottak az emlékére.

## Válogatott munkái
- Kooli Lugemise raamatu (1867–1876)
- Uus Aabitsaraamat (1867)
- Veikene Geograafia (1868)
- Teadus ja Seadus põllul (1869)
- Wanemuine Kandle healed (1869–1871)
- C. R. Linnutaja laulud (1870)
- Rõõmus laulja (1872)
- Artur ja Anna (1872)
- Kuidas põllumees rikkaks saab (1874)
- Kuidas karjad ja nende saagid meie põllumeeste rikkuse allikaks saavad (1876)
- Sakala Kalender põllumeestele (1880)
- Helmed (1880)

## Fordítás
- Ez a szócikk részben vagy egészben  a   Carl Robert Jakobson című német Wikipédia-szócikk ezen változatának fordításán alapul.  Az eredeti cikk szerkesztőit annak laptörténete sorolja fel. Ez a jelzés csupán a megfogalmazás eredetét és a szerzői jogokat jelzi, nem szolgál a cikkben szereplő információk forrásmegjelöléseként.